# پایمیو
پایمیو {{فنلاندی|Paimio) یک شهرک در فنلاند است که در جنوب غرب فنلاند واقع شده‌است، این شهرک در سال ۲۰۱۷ میلادی ۱۰٬۶۹۵ نفر جمعیت داشته‌است.

## خواهرخوانده
شهر بخش یونگبی خواهرخواندهٔ پایمیو هست.